# Dos Naje Lebn
Dos Naje Lebn (jid. דאס נייע לעבן, pol. Nowe Życie) – żydowskie czasopismo w języku jidysz o charakterze polityczno-społecznym, wydawane od kwietnia 1945 do października 1950. Ukazało się 547 numerów. Pierwsze pismo żydowskie wydawane w Polsce po II wojnie światowej.
Początkowo siedziba redakcji znajdowała się w lokalu przy ul. Narutowicza 32 w Łodzi w kamienicy Auerbachów. Gazeta publikowała artykuły na temat aktualnej sytuacji Żydów w Polsce oraz informacje o działalności Centralnego Komitetu Żydów w Polsce i jego oddziałów. Czasopismo było początkowo tygodnikiem wydawanym w Łodzi przez Centralny Komitet Żydów w Polsce. Było wydawane w tym mieście m.in. ze względu na jedyną, ocalałą po wojnie drukarnię żydowską w Polsce oraz siedziby central najważniejszych żydowskich instytucji kulturalnych. Z czasem gazeta była publikowana 2 razy w tygodniu. Od 9 maja 1948 do 30 października 1950 czasopismo wydawano w Warszawie.
Na początku jego istnienia redaktorem naczelnym był Michał Mirski, a do komitetu redakcyjnego należeli: Adolf Berman, Grzegorz Jaszuński, Józef Sack, Emil Sommerstein, Jonas Turkow. Od 1947 redaktorem naczelnym był Bernard Mark, a do komitetu redakcyjnego należeli: Adolf Berman, Maksymilian Tauchner, Michał Mirski, Józef Sack, Leo Finkelstein (w 1948 zastąpiony przez Gerszona Fogla).